# 小行星3365
小行星3365（3365 Recogne）是一颗围绕太阳公转的小行星。1985年2月13日，亨利·德波鸿诺在拉西拉天文台发现了此天体。
这颗小行星的绝对星等为108.320135276084等。